# Stealth (filme)
Stealth (prt: Stealth - Ameaça Silenciosa; bra: Ameaça Invisível - Stealth) é um filme estado-unidense de 2005, dirigido por Rob Cohen e estrelado por Jamie Foxx, Jessica Biel e Josh Lucas.

## Sinopse
Tropa de elite da Marinha dos Estados Unidos é convocada para testar um superbombardeiro, mas logo percebem que não dá pra confiar na inteligência artificial do artefato.

## Elenco
- Josh Lucas como tenente Ben Gannon
- Jessica Biel como tenente Kara Wade
- Jamie Foxx como tenente Henry Purcell
- Sam Shepard como cap. George Cummings
- Richard Roxburgh como dr. Keith Orbit
- Joe Morton como cap. Dick Marshfield
- Ian Bliss como tenente Aaron Shaftsbury
- Wentworth Miller como o EDI (voz)

## Recepção
Stealth teve recepção negativa por parte da crítica especializada. Com uma pontuação de 13% no tomatômetro, baseada em 138 críticas, o Rotten Tomatoes publicou o seguinte veredicto: "Espalhafatoso, absurdo e previsível, Stealth se inspira pesadamente em Top Gun, e 2001, mas sem sucesso". 
Já entre o público do site, o filme tem uma aprovação de 39%.